# 恩達安伯薩河
13°33′22″N 39°21′04″E / 13.556°N 39.351°E

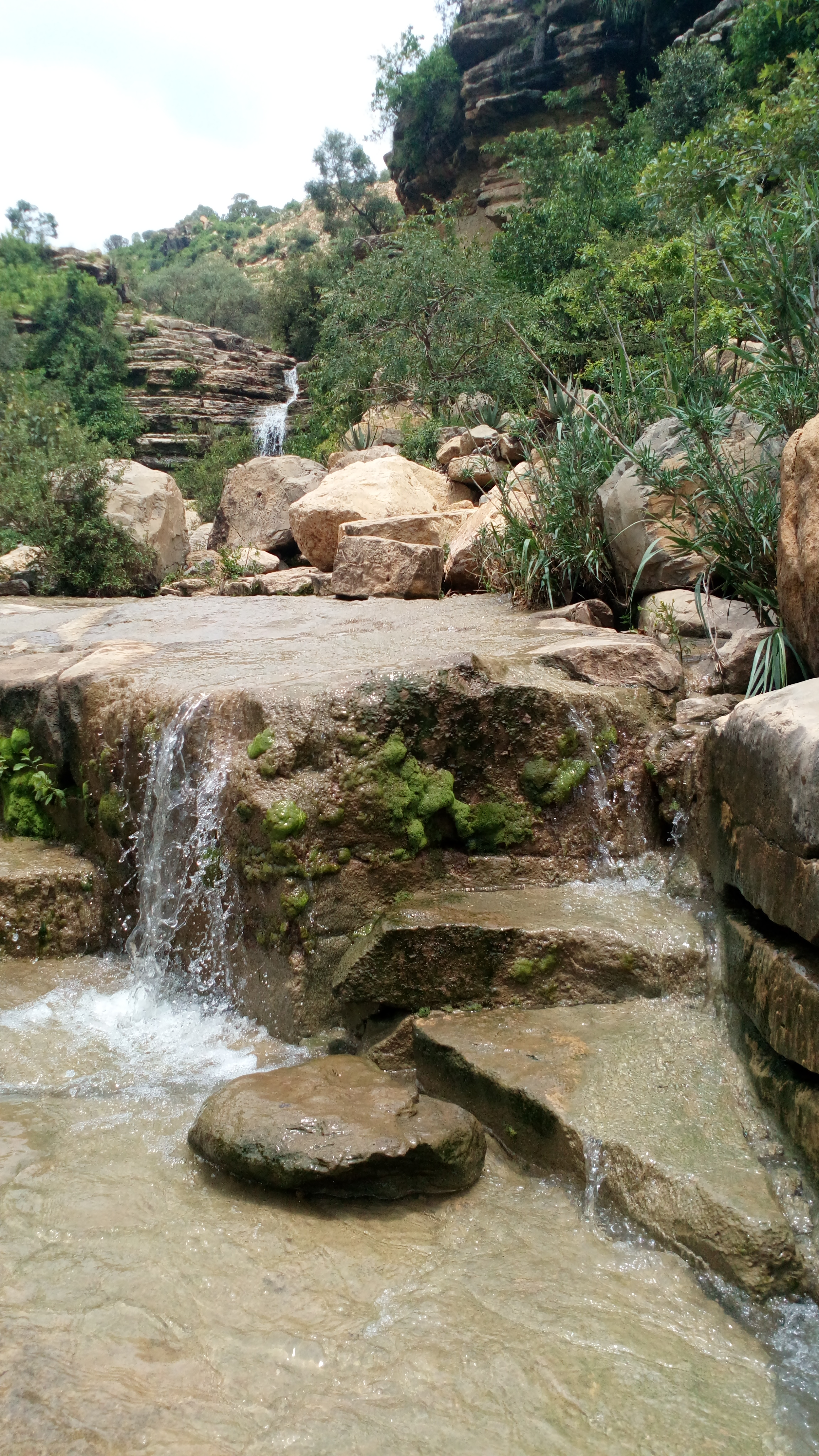

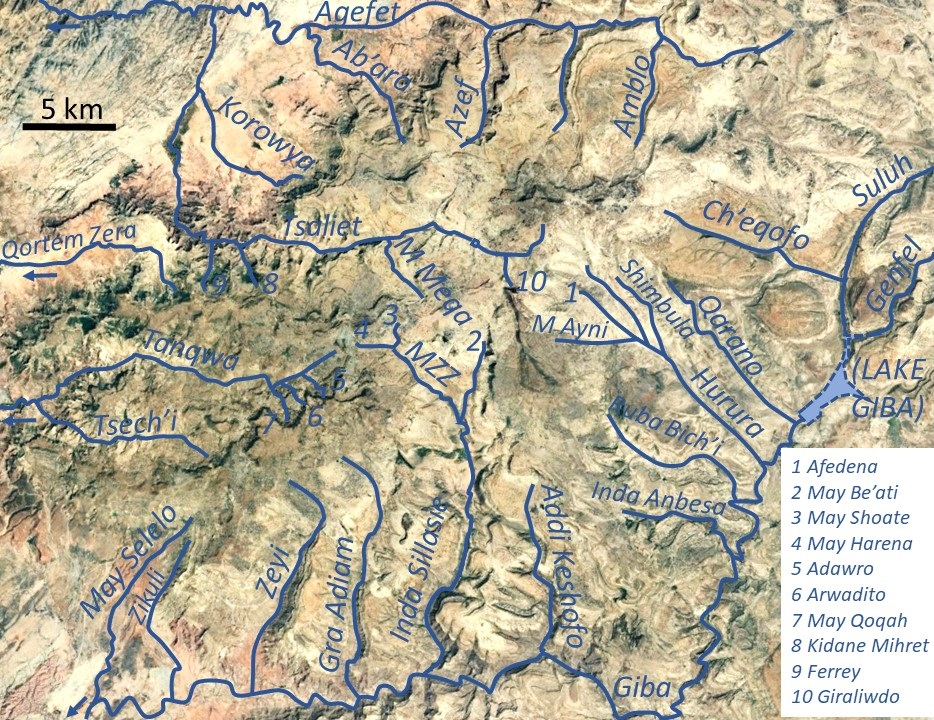

恩達安伯薩河是埃塞俄比亞的河流，位於該國北部，處於提格雷州，屬於吉巴河的支流，是尼羅河流域的一部分，河道全長9公里，該河設有多條徒步徑。